# ニューヨーク市地下鉄R142形電車
ニューヨーク市地下鉄R142形電車（ニューヨークしちかてつR142がたでんしゃ）は、ニューヨーク市地下鉄にて1999年より使用されている通勤形電車（ニュー・テクノロジー・トレイン）である。
本稿では、同様の構造を持ち、川崎重工業製のニューヨーク市地下鉄R142A形電車についても取り扱う。

## 概要
ニューヨーク市地下鉄で従来なかった新機軸を多数取り入れた「ニュー・テクノロジー・トレイン」の量産車両第1号として1999年より製造されたAディビジョン用の車両である。
R142はボンバルディア・トランスポーテーション製、R142Aは川崎重工業製である。
本車両のプロダクトデザインは工業デザイナーの宇田川信学によるもので、エクステリア・インテリアを担当し、2001年にはインダストリアル・デザイン・エクセレンス賞（IDEA）の銀賞を受賞、さらにデザイン誌「I.D.」の「ID Annual Design Review」において「Design Distinction, Equipment」に選出された。
R142は1999年より1030両が、R142Aは同年より600両が導入され、2004年には全1630両が出揃った。2018年現在はR142Aのうち380両がR188形に編入されたため1250両在籍する。

## 車体
ニューヨーク市地下鉄では標準的なステンレス車体であるが、側面のビードがなくなっている点が従来との違いであり、また運転席直後のドア左右には白と赤のグラデーションが配された飾り帯が貼られている。
行先表示器は前面がLED式、側面はLCD式で、側面のものはR142とR142Aで号線表示部分の書体が若干異なる。

## 車内
水色のプラスチックのベンチのようなロングシートで構成され、クッション類の設置はない。また、立ち客用には座席端と中央、扉付近には握り棒があるがつり革はない。
また窓上には路線図式の案内表示器が、枕木方向にはLED式のフリーボード案内表示器が設置されている。

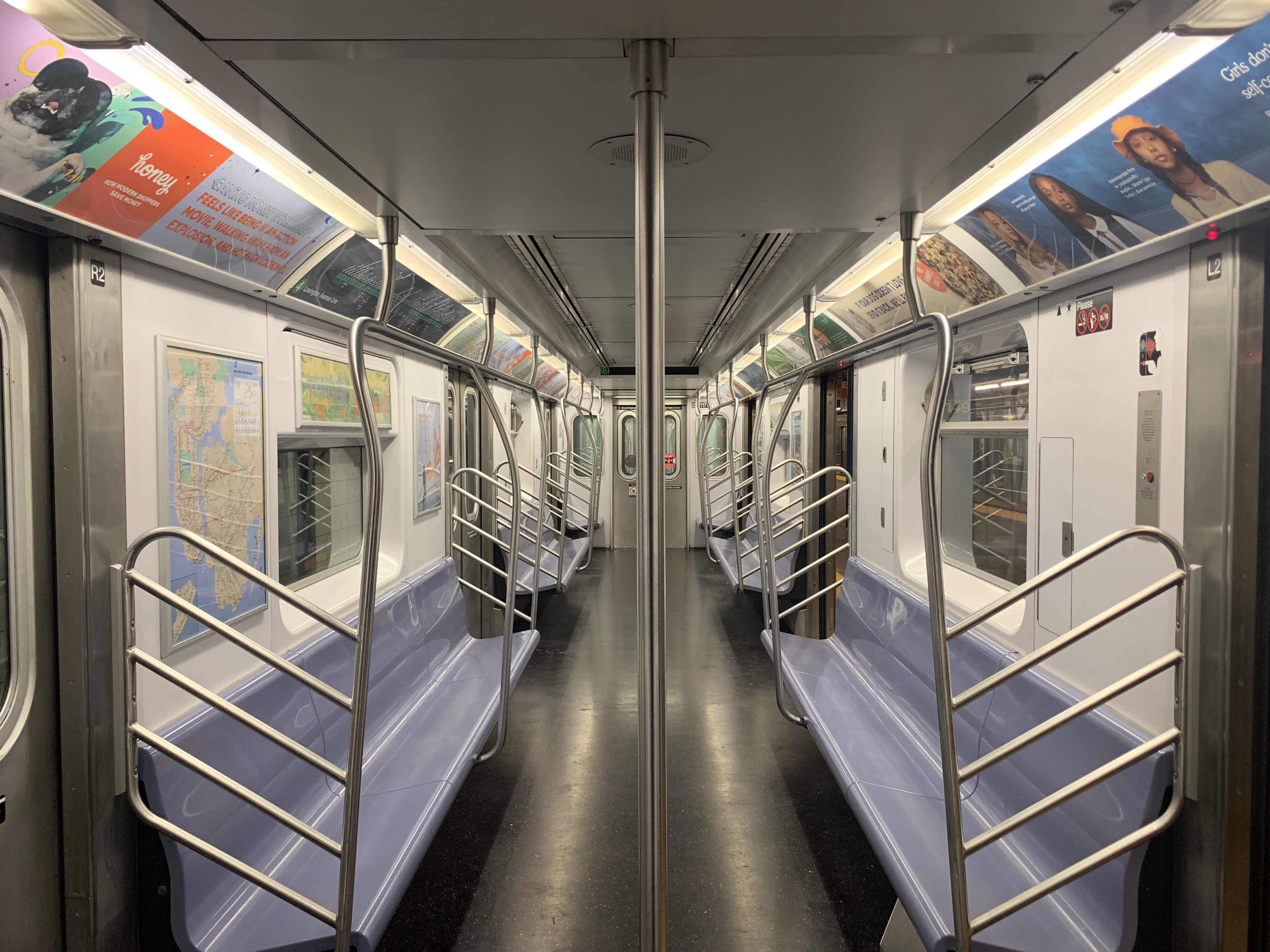
R142形の車内写真
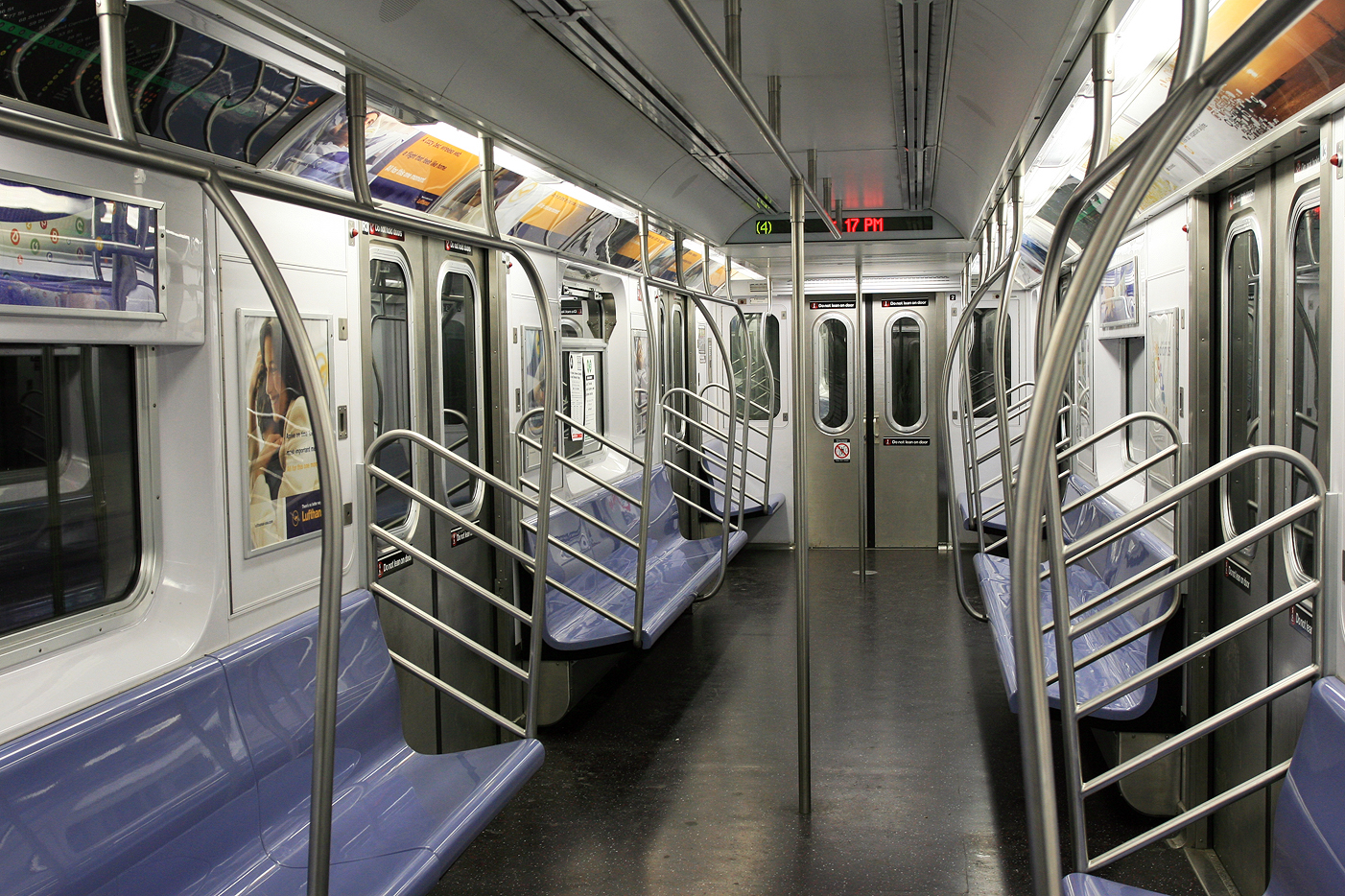
R142A形の車内写真

## 運転・走行機器
ニューヨーク市地下鉄の量産車両では初めてVVVFインバータ制御を採用して、主電動機もかご形三相誘導電動機が採用された。R142はアルストム製ONIX 800型をそれぞれ使用して、主電動機は4LCA1640を称される。R142Aはボンバルディア・トランスポーテーション製をそれぞれ使用して、主電動機は1508Cを称される。

## 現状
現在、R142Aのうち380両 (5両76本) はR188形へ改造および編入され、6号線から7号線へ転属し、かわりにR62A形が6号線へ転属した。しかしそれでもR142Aの一部が6号線に残っていたが、こちらは4号線へ転属し、R142Aは全車4号線 (ジェローム車庫) 所属となった。
2017年現在、R142は2号線、4号線および5号線で、R142Aは4号線で走っている。
2020年3月27日、2号線で運行していたR142の6346-6350の車内で放火事件があり、この車両の運転手が亡くなった。現場はセントラル・パーク・ノース-110丁目駅付近だった。このうち6347は車内が焼損した。